# Eduardo Yáñez
Eduardo Yáñez Luévano (Città del Messico, 25 settembre 1960) è un attore messicano, noto soprattutto come interprete di telenovelas.
Ha anche recitato in alcuni film hollywoodiani, come Striptease e The Punisher.

## Filmografia parziale

### Cinema
- Striptease, regia di Andrew Bergman (1996)
- Sex Crimes - Giochi pericolosi (Wild Things), regia di John McNaughton (1997)
- Uno spostato sotto tiro (Held Up), regia di Steve Rash (1999)
- 2012 - L'avvento del male (Megiddo: The Omega Code 2), regia di Brian Trenchard-Smith (2001)
- The Punisher, regia di Jonathan Hensleigh (2004)
- Man on Fire - Il fuoco della vendetta (Man on Fire), regia di Tony Scott (2004)
- Hot Diamonds (Hot Tamale), regia di Michael Damian (2006)

### Televisione
- Quiéreme siempre (1982)
- Tú eres mi destino (1984)
- Senda de gloria (1987)
- Dulce desafío (1989-1990)
- Il prezzo di una vita (Yo compro esa mujer) (1990)
- Anima persa; altro titolo: Natalia (En carne propia) (1990)
- Il segreto della nostra vita; altro titolo: Guadalupe (Guadalupe) (1993-1994)
- Maddalena (Marielena) (1992-1993)
- Savannah (1996)
- Gli specialisti (Soldier of Fortune, Inc.) (1997)
- La signora del West (Dr. Quinn, Medicine Woman: The Movie) (1999)
- CSI: Miami - serie TV, episodio 1x10 (2002)
- Sleeper Cell (2005)
- Cold Case - Delitti irrisolti (Cold Case) – serie TV, episodio 3x10 (2005)
- La verdad oculta (2006)
- Destilando amor (2007)
- Fuego en la sangre (2008)
- Corazón Salvaje (2009-2010)
- NCIS: Los Angeles (2011)
- Amores verdaderos (2012-2013)
- Amores con trampa (2013)

## Doppiatori italiani
- Sergio Troiano in Maddalena
- Massimo Bitossi in CSI: Miami
- Saverio Moriones in The Punisher
- Paolo Marchese in Cold Case - Delitti irrisolti
- Eugenio Marinelli in NCIS: Los Angeles